# Вилијам Руто
Вилијам Кипчирчир Самоеи Арап Руто (енгл. William Kipchirchir Samoei Arap Ruto; Камагут, 21. јануар 1967) је кенијски политичар који је пети и актуелни председник Кеније од 13. септембра 2022. године. Пре него што је постао председник, био је први изабрани заменик председника Кеније од 2013. до 2022. године. Претходно је обављао три мандата у влади као министар унутрашњих послова, министар пољопривреде и министар високог образовања.
Руто је изабран за посланика у изборној јединици Елдорет Север од 1997. до 2007. године у оквиру Кануанске народне странке (KANU), а од 2007. до 2013. године у оквиру странке ODM. Био је министар унутрашњих послова у администрацији Данијела арапа Моија од августа до децембра 2002. године.
Под администрацијом Мваија Кибакија, био је министар пољопривреде од 2008. до 2010. године и министар високог образовања од априла до октобра 2010. године. Руто се први пут кандидовао за председника током избора 2007. године, али је изгубио од Рајле Одинге на прелиминарним изборима странке ODM; заједно са Мусалијом Мудавади, која је завршила на другом месту, подржао је кандидатуру Одинге. Поново се кандидовао за председника на изборима 2013. године, али је повукао своју кандидатуру у корист Ухуруа Кенијате.
Касније је номинован за заменика председника на изборима 2013. године у оквиру Уједињене републиканске странке, поставши потпредседнички кандидат Ухуруа Кенјате из Националне алијансе (ТНА). Поново је изабран за заменика председника у оквиру Јубиларне странке на општим изборима у Кенији 2017. године. Руто се успешно кандидовао за председника на изборима 2022. године, овог пута под вођством Уједињеног демократског савеза (УДА).
Усред сукоба, Кенијата је подржао свог противника Рајлу Одингу. Изборе су обележиле оптужбе за изборну превару од стране Одингиних савезника, иако међународни посматрачи нису потврдили такве тврдње.

## Младост и образовање
Припадник народа Каленџин из провинције Раседне долине, Вилијам Руто је рођен 21. јануара 1967. у селу Самбут, Камагут, округ Уасин Гишу, од Данијела Черујота и Саре Черујот.

### Образовање
Руто је започео школовање у основној школи Камагут, а затим се пребацио у основну школу Керотет – обе се налазе у округу Уасин Гишу; и у овој другој је полагао испит за завршено основно образовање (CPE). Затим је наставио у средњу школу Варенг, која се такође налази у округу Уасин Гишу, а касније у средњу школу Капсабет у округу Нанди, где је стекао образовање на редовном и напредном нивоу, респективно.
Затим се уписао на Универзитет у Најробију да би студирао ботанику и зоологију, дипломирајући 1990. године са дипломом основних студија. Наставио је са мастер студијама из екологије биљака, такође на Универзитету у Најробију. Годину дана након дипломирања, уписао је докторске студије на истом универзитету и након неколико неуспеха, завршио их је и дипломирао 21. децембра 2018. године.
Руто је аутор неколико радова, укључујући и један под називом Разноликост биљних врста и састав две мочваре у Националном парку Најроби, Кенијa.
Током свог боравка на кампусу за своје основне студије, Руто је био активан члан Хришћанске уније. Такође је био председник хора Универзитета у Најробију. Кроз своје црквене активности на Универзитету у Најробију, упознао је председника Данијела арапа Моија, који ће га касније упознати са политиком током општих избора 1992. године.

## Политичка каријера
Након што је дипломирао на Универзитету у Најробију 1990. године, Руто је био запослен као привремени учитељ у региону Северног рифта у Кенији од 1990. до 1992. године, где је такође био вођа локалног црквеног хора, Афричке унутрашње цркве (AIC).

### YK'92
Руто је започео своју политичку каријеру када је постао благајник кампањске групе YK'92 која је лобирала за реизбор председника Моија 1992. године, од кога је научио основе кенијске политике. Такође се верује да је у овом периоду акумулирао извесно богатство. Након избора 1992. године, председник Мои је распустио YK'92, а Руто се безуспешно борио за разне позиције на нивоу огранка у КАНУ, која је у то време била владајућа странка Кеније.

### Члан Парламента
Руто се кандидовао за место у парламенту на општим изборима 1997. године. Изненађујуће је победио актуелног председника, Рубена Чешира, Моијевог преферираног кандидата, као и председника огранка КАНУ Уасин Гишу и помоћника министра. Касније је стекао наклоност Моија и именован је за директора избора КАНУ. Његова снажна подршка 2002. године Моијевом преферираном наследнику, Ухуру Кенијати, довела га је до места помоћника министра у Министарству унутрашњих послова. Касније на тим изборима, када су неки владини министри поднели оставке да би се придружили опозицији, унапређен је у пуноправног министра кабинета. КАНУ је изгубио изборе, али је задржао своје место у парламенту. Руто је изабран за генералног секретара КАНУ 2005. године, а Ухуру Кенијата је изабран за председника.

У јануару 2006. године, Руто је јавно изјавио да ће се кандидовати за председника на следећим општим изборима (2007). Његову изјаву су осудиле неке од његових колега из КАНУ-а, укључујући бившег председника Моија. До тада се ODM трансформисао у политичку странку. Руто је тражио номинацију Наранџастог демократског покрета (ODM) за председничког кандидата, али је 1. септембра 2007. године освојио треће место са 368 гласова. Победник је био Раила Одинга са 2.656 гласова, а другопласирани је био Мусалија Мудавади са 391 гласом. Руто је изразио подршку Одинги након гласања. Како је КАНУ под Ухуруом Кенијатом подржао Кибакија, поднео је оставку на место генералног секретара КАНУ 6. октобра 2007. године.
Председнички избори у децембру 2007. године завршили су се ћорсокаком. Кенијска изборна комисија прогласила је Кибакија победником, али су Раила и ODM прогласили победу. Мваи Кибаки је брзо положио заклетву као председник председничких избора у децембру 2007. године. Након избора и спора око резултата, Кенију је захватила насилна политичка криза. Кибаки и Одинга су се сложили да формирају владу са поделом власти. У великој коалиционој влади која је именована 13. априла 2008. и положила заклетву 17. априла, Руто је именован за министра пољопривреде. Руто је такође постао посланик у парламенту Елдорет Норт од 2008. до 4. марта 2013. године.
Руто је био међу људима који су оптужени да ће се појавити пред МКС-ом због њихове умешаности у политичко насиље у Кенији 2007/2008. године. Међутим, случај пред МКС-ом се суочио са изазовима, посебно у вези са повлачењем кључних сведока тужилаштва. У априлу 2016. године, суд је одбацио оптужбе против Рута.
Дана 21. априла 2010. године, Руто је премештен из Министарства пољопривреде у Министарство високог образовања, замењујући места са Сали Косгеи. Дана 24. августа 2011. године, Руто је разрешен министарских дужности, али је остао члан парламента. Придружио се Ухуру Кенијати како би формирали Јубилејну алијансу за председничке изборе 2013. године.

## Заменик председника

### Вршилац дужности председника
Дана 6. октобра 2014. године, Руто је именован за вршиоца дужности председника Кеније од стране тадашњег председника Ухуруа Кенијате након што је добио позив да се појави пред МКС-ом. Ову функцију је обављао између 6. и 9. октобра 2014. године, док је председник Кенијата био одсутан у Хагу. Када је званично предао власт Руту у парламенту 6. октобра, Ухуру је објаснио: „Да бих заштитио суверенитет Републике Кеније, потписаћу правно обавештење којим се поставља почасни Вилијам Руто за вршиоца дужности председника док присуствујем статусној конференцији.“
На општим изборима у августу 2017. године, Ухуру и Руто су проглашени победницима након што су освојили 54% од укупног броја гласова. Међутим, Врховни суд Кеније је поништио изборе, а нови избори су одржани у октобру 2017. године. Опозиција је бојкотовала нове изборе, а Ухуру и Руто су поново изабрани са 98% од укупног броја гласова. Врховни суд је потврдио резултате ових других избора.

### Председничка кампања
У децембру 2020. године, Руто је објавио свој савез са новоформираном странком Уједињени демократски савез. Био је једини председнички кандидат који је присуствовао другом делу председничке дебате 2022. године.
Дана 15. августа 2022. године, шест дана након општих избора одржаних 9. августа, председник Независне изборне и граничне комисије, Вафула Чебукати, објавио је да је Руто победио на председничким изборима, победивши кандидата Раилу Одингу из странке Азимио Ла Умоха. Руто је добио 50,49% важећих гласова, док је Одинга добио 48,85%.
Одинга је оспорио резултате председничких избора које је објавила Независна изборна и гранична комисија и оспорио је резултате Врховном суду. Дана 5. септембра, судије Врховног суда једногласно су утврдиле да су докази које је представила Одингина кампања неубедљиви и потврдиле су избор Рута за победника избора. Као одговор на пресуду, Одинга је рекао да поштује одлуку Врховног суда иако се са њом снажно не слаже.

## Председништво
Инаугурисан је 13. септембра 2022. у Међународном спортском центру Мои у Касаранију на церемонији којом је председавала председница Врховног суда Марта Кум, а присуствовало јој је преко 20 шефова држава и влада. Дан инаугурације проглашен је државним празником. Посећеност је била веома велика, а групе јавности сукобиле су се са припадницима обезбеђења приликом покушаја уласка на стадион; међутим, догађај је настављен мирно. Након инаугурације, званично је започео свој мандат председника Кеније.
Након ступања на дужност, Руто се обавезао да ће се позабавити климатским променама и окончати употребу фосилних горива у производњи електричне енергије у Кенији до 2030. године.
18. септембра 2022. председник Руто је обавио своје прво страно путовање као шеф државе у Уједињено Краљевство, током којег је присуствовао државној сахрани покојне краљице Елизабете II 19. септембра 2022. у Вестминстерској опатији у Лондону.
Два дана касније, 21. септембра 2022. године, председник Руто је одржао свој први говор као шеф државе пред Генералном скупштином Уједињених нација (ГА УН) у Њујорку. Похвалио је Бајденов план за домаћу изградњу Build Back Better, предлажући глобалне напоре ка „обнови боље одоздо нагоре“. Циљ, рекао је, требало би да буде „укључивање маргинализоване, радне већине у економски мејнстрим“. Друге теме којима се бавио биле су проширење заступљености Африке у Савету безбедности УН, повећана улагања у афрички континент, „прелазак Африке са помоћи на улагања“, коришћење „стално заузетог“ људског капитала за економски просперитет и заједнички напори у борби против климатских промена у свету.
У септембру 2022. године рекао је да Рог Африке доживљава најгору сушу у последњих 40 година, додајући да се „3,1 милион људи суочава са тешком сушом“ само у Кенији.
Упитан о текућем рату у Тиграју у северној Етиопији између владиних снага и побуњеника у Тиграју, Руто је рекао да „шта год да се деси у Етиопији, стиже до Кеније“.
Говорећи о сомалијском грађанском рату, рекао је да ће се „кенијске трупе вратити кући чим завршимо са задатком који имамо у Сомалији“.
У новембру 2022. године Рутова влада је покренула Хастлер фонд, програм кредитирања за доделу хитних кредита кенијским грађанима.
Године 2023. Руто је предложио велику приватизацију јавних предузећа, напомињући да није економски исплативо стално улагати државне ресурсе у одржавање тих корпорација.
25. јуна 2024. године најмање пет људи је погинуло када је јавни ред нарушен због протеста против пореза. Руто је предложио неколико повећања пореза јер се више од половине његових годишњих пореских прихода троши на сервисирање дуга. Повећани порези се предлажу „на све, од власништва над аутомобилима и финансијских трансакција до хигијенских уложака“.
Дана 11. јула Руто је отпустио већи део свог кабинета, осим заменика председника и премијера, а следећег дана шеф полиције Џафет Кум је поднео оставку након што је 40 људи погинуло током протеклог месеца у протестима против Закона о финансијама у Кенији. Кум је проглашен одговорним за полицијско насиље над демонстрантима. Напоменуто је да „око 60% прикупљених прихода Кеније иде на сервисирање дуга“.
У септембру 2024. године, Вилијам Руто и немачки канцелар Олаф Шолц потписали су споразум којим је отворено немачко тржиште рада за до 250.000 квалификованих и полуквалификованих мигрантских радника из Кеније. Споразум ће такође поједноставити депортацију Кенијаца из Немачке. Постоји забринутост због одлива мозгова у Кенији, јер би стручњаци попут лекара и медицинских сестара могли да оду на боље плаћене послове у Немачкој. Споразум је склопљен у време када антиимиграциона странка AfD расте у популарности у Немачкој.

## Контроверзе

### Отимање земље

#### Земља Вестон хотела
Руто је био умешан у сагу о отимању земљишта која укључује његово мистериозно стицање земљишта хотела Вестон, што је супротстављено јавним контраоптужбама неколико државних корпорација у Кенији, а све се врти око првобитног власника земљишта. Према писању листа The Standard, Кенијска управа за цивилно ваздухопловство (KCAA), државна агенција, преварена је да преда земљиште на којем је изграђен хотел Вестон. Године 2001, KCAA, која је првобитно заузимала земљиште, добила је алтернативне парцеле земљишта које припадају другој државној агенцији, метеоролошком одељењу. KCAA није заузимала алтернативну парцелу земљишта на којој је изграђен Рутов хотел Вестон. Према KCAA, моћни картел, који ради у министарству земљишта, био је умешан у заверу да се одрекне исте парцеле земљишта, а у заверу је било укључено и неколико службеника министарства земљишта. У јануару 2019. године, испоставило се да је, према другој државној агенцији, Националној комисији за земљиште, Руто дуговао и морао да плати народу Кеније за земљиште од 0,773 хектара преко пута аеродрома Вилсон на којем је изграђен хотел Вестон. У фебруару 2019. године, Руто је јавно признао да су земљиште хотела Вестон незаконито стекли првобитни власници који су му продали земљиште и да он није имао сазнања о томе. У августу 2020. године, Руто је понудио да плати државној агенцији за земљиште. Касније 2020. године, KCAA је одбијена да прими надокнаду за земљиште, па је захтевала рушење хотела због стицања путем незаконитости, преваре и корупције. Према KCAA, јавно земљиште је било намењено за изградњу седишта и летних стаза, а земљиште је продато у завери са приватним субјектима, Priority Ltd и Monene Investments су наводно повезани са Рутом. Касније истог месеца, други посланик, Нгунџири Вамбугу, захтевао је да се сви остали случајеви у Кенији који укључују украдену имовину одбаце све док су осумњичени спремни да је надокнаде, у настојању да се жали на повлашћени третман који је Руто добијао због своје умешаности у украдену имовину државе. У децембру 2020. године, КЦБ банка је подржала Рута у судској бици за поврат земљишта, плашећи се губитка обезбеђења због унапређења 1,2 милијарде шилинга у хотелу Вестон повезаном са Рутом.

#### Земља KPC Ngong шуме скандал
Године 2004, Руто је оптужен за превару друге државне корпорације, Kenya Pipeline Company (KPC), за огромне количине новца кроз сумњиве послове са земљиштем. Ослобођен је 2011. године, али је 2020. године, како се чинило да његов однос са председником Ухуруом Кенијатом посустаје усред председниковог настојања да покрене рат против корупције, полиција поново отворила истрагу у овом случају.

#### Земља Мутешија
У јуну 2013. године, суд је наложио Руту да плати жртви постизборног насиља 2007/08. године 5 милиона шилинга због незаконитог одузимања његове земље током постизборног насиља. У истој пресуди, Руто је исељен са одузете земље у Уасин Гишуу. Адријан Мутеши је оптужио Рута за отмицу и неовлашћени улазак на његову парцелу земље од 100 хектара у Уасин Гишуу након што је он, Адријан, побегао са своје земље ради безбедности током постизборног насиља 2007/08. У фебруару 2014. године, Руто се жалио на судски налог да плати казну од 5 милиона шилинга. Руто је 2017. године повукао жалбу на пресуду. У октобру 2020. године, Адријан Мутеши је преминуо од неодређеног узрока у 86. години живота.

#### 900 ари Џозефа Мурумбија
У октобру 2019. године, Daily Nation је објавио да је Рутово стицање парцеле од 900 хектара другог бившег потпредседника, Џозефа Мурумбија, прогањало Рута јер је био умешан у нелегално стицање земљишта. Истог месеца, Руто је тврдио да су чланци били упорни и очигледно спонзорисали лажне вести. Касније тог месеца, активиста за људска права, Trusted Society of Human Rights Alliance, позвао је на истрагу о мистериозној аквизицији парцеле од 900 хектара која је раније припадала бившем потпредседнику Мурумбију. Према наводима, Мурумби је био умешан у спор око неизмирења кредита са државном корпорацијом, AFC, против земљишта које је заложено као обезбеђење за кредит. Тврди се да је Мурумби неизмирио кредит и да је AFC преузео власништво над земљиштем које је на крају продато Руту након што је отплатио кредит државној корпорацији.

### Атентат Џејкоба Џуме
Руто је широко и више пута повезиван са убиством Џејкоба Џуме од стране неколико медија, активиста, политичара, опозиционих личности у Кенији, укључујући и самог Џејкоба Џуму. Џејкоб Џума је био богати бизнисмен који је постао жестоки критичар владе и борац против корупције, познат по објављивању циљаних криптичних твитова против Рута и владе Јубилеја месецима пре него што је убијен у Најробију. У децембру 2015. године, Џејкоб Џума је у својим твитовима тврдио да је Руто био опседнут његовим убиством. У мају 2016. године, Џејкоб Џума је убијен у улици Нгонг. Истог месеца, током сахране Џејкоба Џуме, бивши посланик Лугарија, Сајрус Џиронго и раније блиски Рутов савезник, тврдио је да је Џејкоб Џума физички напао Рута ошамаривши га због лошег односа из неодређених разлога. Џиронго је позвао полицију да истражи убиство на основу напада. Касније тог месеца, Руто је претио да ће тужити Џиронга због повезивања са атентатом. Џиронго је тврдио да су он и још један бивши министар, Крис Окемо, лично били укључени у плаћање школарине универзитета убијеном критичару владе и да је превише добро познавао ствар око контроверзе. Према Хиронгу, исти убице су били умешани у убиство Мешака Јебеија, још једног убијеног потенцијалног сведока одбране на суђењу против Рута пред МКС-ом.
У јуну 2016. године, канадске новине Financial Post и кенијске новине The Standard објавиле су да је Џејкоб Џума био директор канадске компаније (Пацифик Валдкејт) чија је лиценца за истраживање минерала вредних 2 милијарде долара у округу Квале у Кенији отказана непосредно након што је влада Јубилеја преузела власт. Ово отказивање је довело до тога да Џејкоб Џума сазове конференцију за новинаре на којој је тврдио да је тадашњи министар рударства Наџиб Балала тражио мито да би се поништена лиценца поново издала компанији. Ово отказивање довело је Џејкоба Џуму до личне финансијске пропасти, а објављено је да је редовно позајмљивао новац. Постао је жестоки критичар владе након што се осећао ускраћеним за лиценцу за рударство, што је на крају довело до губитка новца његове компаније. Према речима другог званичника исте канадске компаније, Руто и Балала су захтевали пренос лиценце рударске компаније на нову компанију са кенијском владом како би бесплатно добили 50% удела у новој компанији. Ово је на крају довело до тога да Џејкоб Џума постане жестоко критичан према Руту и влади Јубилеја у твитовима, медијским интервјуима, судским поднесцима и политичкој преписци са опозиционим личностима, као и дипломатским мисијама у Кенији. Касније се испоставило да је Џејкоб Џума обећао одбору канадске компаније Пацифик Вајлдкет да ће се борити против бирократских кашњења, као и против корупције која би стала на пут добијању лиценце за рударство. Пресуда Високог суда у Кенији утврдила је да је министар рударства био у праву када је отказао лиценцу канадској компанији.
У октобру 2016. године, фоторепортер Бонифас Мванги је такође повезао Рута са атентатом. Руто га је тужио за клевету. Према речима Рутовог адвоката, тврдње активисте су снизиле Рутов углед међу „високо мислећим“ људима Кеније.
У децембру 2016. године, један од запослених у Рутовој канцеларији је, како се наводи, такође повезао Рута са атентатом тако што је доставио писмо Мвангију како би му помогао у његовом поступку за клевету против Рута, пружајући детаље о убиству које су починили људи из Рутове канцеларије. Истог месеца, објављено је да ће запослени бити оптужени на суду за изнуду. Истражни службеник је тврдио да ухапшени запослени из Рутове канцеларије тврде да је други запослени у Рутовој канцеларији, по имену Роно, имао веродостојне информације да би активиста Мванги могао бити убијен у инсценираној саобраћајној несрећи. Ухапшено особље из Рутове канцеларије касније је послато на ментално проверавање након што је он даље тврдио да га је Мванги натерао да лаже о својим тврдњама о убиству Џејкоба Џуме.
У фебруару 2017. године објављено је да је Мванги тврдио да га је Руто желео мртвог као што је убио Џејкоба Џуму.

### Позив Међународног кривичног суда
У децембру 2010. године, тужилац Међународног кривичног суда објавио је да тражи позив за шест особа, укључујући Рута, због њиховог учешћа у насиљу на изборима 2007-8. године. Претпретресно веће МКС-а је потом издало позив за Рута на захтев тужиоца. Руто је оптужен за планирање и организовање злочина против присталица Кибакијеве Партије националног јединства. Оптужен је по три тачке оптужнице за злочине против човечности, једну за убиство, једну за присилно премештање становништва и једну за прогон. Дана 23. јануара 2012. године, МКС је потврдио оптужбе против Рута и Џошуе Санга, у случају у којем су такође учествовали Ухуру Кенијата, Франсис Мутаура, Хенри Косгеј и генерал-мајор Мохамед Хусеин Али. Руто је рекао америчкој влади да је пожар у цркви Кијамба 1. јануара 2008. године, након општих избора 2007. године, био случајан. У извештају Комисије Ваки из 2009. године наведено је да је „инцидент који је привукао пажњу и Кенијаца и света био намерно спаљивање живих људи, углавном жена и деце Кикују народа збијених заједно у цркви“ у Кијамбаи 1. јануара 2008. године. У априлу 2016. године, Међународни кривични суд је одустао од кривичног гоњења против Рута.

### Кућни напад
Дана 28. јула 2017. године, Рутову кућу је циљао најмање један нападач наоружан мачетом, а полицајац на дужности који је чувао кућу је повређен. Током напада, он и његова породица нису били у комплексу јер је отишао неколико сати раније на предизборни скуп у Киталеу. Било је извештаја о пуцњави, а неколико безбедносних извора је рекло да је напад извело више људи. Полиција је првобитно мислила да је било неколико нападача јер је нападач користио различито ватрено оружје. Око 48 сати касније, шеф кенијске полиције Џозеф Бојн је објавио да је нападач убијен и да је ситуација под контролом.

### 2025 Контроверза око државног банкета
Увече 18. марта, Руто и прва дама Рејчел Руто били су домаћини државног банкета у Државној кући у Најробију у част краља Вилема-Александра и краљице Максиме од Холандије. Након што је завршио свој уводни говор, председник Руто је, супротно протоколу, представио Патрика Веркуијена, холандског канцелара Универзитета у Најробију, као изненадног говорника, уместо да ода признање свом госту, холандском краљу, који је био видљиво изненађен. Веркуијен је затим одржао говор од 7,5 минута у којем је похвалио Рутова достигнућа, изазвавши критике краљевске делегације.

## Приватни  живот
Руто је ожењен Рејчел Чебет. Прво су живели у Дагоретију, где су добили своје прво дете. Венчали су се 1991. године у Цркви Афричке унутрашњости. Тренутно имају шесторо деце.
Руто је евангелички хришћанин и члан Цркве Афричке унутрашњости.
Руто поседује фарму пилића у свом родном селу Сугои, која је првобитно инспирисана његовим радом као трговца пилићима на аутопуту Најроби-Елдорет-Малаба. Руто и његова супруга су изградили капелу у свом имању у својој резиденцији у каренском предграђу Најробија.

## Почасти, награде и признања

### Националне почасти
- Кенија:
  -  Шеф Ордена златног срца Кеније

### Спољашне почасти
| Година | Држава        | Орден | Орден                                                   |
| ------ | ------------- | ----- | ------------------------------------------------------- |
| 2023.  | Коморос       |       | Орден Зеленог полумесеца Коморских острва (Велики крст) |
| 2024.  | Гана          |       | Орден звезде Гане (пратилац)                            |
| 2024.  | Гвинеја Бисао |       | Медаља Амилкар Кабрал                                   |

## Резултати

### Председнички избори 2022.
| Кандидат                      | Кандидат                      | Потпредседник                 | Партија                        | Гласови    | %      |
| ----------------------------- | ----------------------------- | ----------------------------- | ------------------------------ | ---------- | ------ |
|                               | Вилијам Руто                  | Ригати Гачагуа                | Уједињена демократска алијанса | 7.176.141  | 50,49  |
|                               | Рајла Одинга                  | Марта Каруа                   | Azimio la Umoja                | 6.942.930  | 48,85  |
|                               | Џорџ Вајакојах                | Џастина Вамае                 | Странка корена Кеније          | 61.969     | 0,44   |
|                               | Давид Вајихига                | Рут Мутуа                     | Странка обећања                | 31.987     | 0,23   |
| Укупно                        | Укупно                        | Укупно                        | Укупно                         | 14.213.027 | 100,00 |
|                               |                               |                               |                                |            |        |
| Важећи гласови                | Важећи гласови                | Важећи гласови                | Важећи гласови                 | 14.213.027 | 99,21  |
| Неважећи/празни глгасови      | Неважећи/празни глгасови      | Неважећи/празни глгасови      | Неважећи/празни глгасови       | 113.614    | 0,79   |
| Укупни гласови                | Укупни гласови                | Укупни гласови                | Укупни гласови                 | 14.326.641 | 100,00 |
| Регистровани бирачи/излазност | Регистровани бирачи/излазност | Регистровани бирачи/излазност | Регистровани бирачи/излазност  | 22.120.458 | 64,77  |
| Извор: IEBC                   |                               |                               |                                |            |        |